# Station Ringebu
Station Ringebue is een station in Ringebu in fylke Innlandet in Noorwegen. Het stationsgebouw dateert uit 1896 en is een ontwerp van Paul Due. Ringebu is een zogenaamd skysstasjon. Historisch is dat een pleisterplaats waar de reizende verse paarden kon krijgen. Tegenwoordig wordt het begrip met name gebruikt voor stations die gemeenschappelijk worden gebruikt door trein, bus en taxi.